# Stanislav Devátý
Stanislav Devátý (* 8. června 1952 Gottwaldov) je český advokát, bývalý disident, signatář Charty 77 a politik, po sametové revoluci československý poslanec Sněmovny národů Federálního shromáždění za Občanské fórum, později za ODS, v letech 2016 až 2020 zastupitel Zlínského kraje. V letech 1992–1996 byl ředitelem Bezpečnostní informační služby (BIS).

## Biografie
Už od konce 60. let se pohyboval v okruhu alternativní, protirežimní mládeže. Vystudoval střední průmyslovou školu elektrotechnickou a pracoval jako technik-elektrikář i programátor v několika státních podnicích, včetně JZD Slušovice. Toto místo musel opustit poté, co se stal signatářem (20. května 1985) Charty 77 (podle vlastních slov ale podepsal již roku 1977, nicméně později zjistil, že mezi signatáři chybí, tak podepsal podruhé) a členem VONS. V letech 1988–1989 byl mluvčím Charty 77. Dne 16. ledna 1989 položil věnec na hrob Jana Palacha ve Všetatech, v situaci, kdy byl hřbitov tehdejšími bezpečnostními složkami komunistického režimu obležen. Při policejních zásazích praktikoval metody pasivního odporu, držel protestní hladovky. V roce 1989 byl z politických důvodů opakovaně vězněn, veřejnost se dozvěděla o jeho protestních hladovkách, zejména z tehdy již jen sporadicky rušeného vysílání rozhlasové stanice Svobodná Evropa. V Gottwaldově založil Společnost přátel USA. V srpnu 1989 byl odsouzen k 20 měsícům vězení, ale podařilo se mu před zatčením uprchnout do již svobodného Polska. Zpátky do ČSSR se vrátil až 10. prosince 1989 po sametové revoluci. V době před rokem 1990 také spolu s přáteli podobného názorového přesvědčení v Gotwaldově a okolí vydávali a rozmnožovali samizdatem politické i náboženské letáky, časopisy a knihy.
Ve volbách v červnu 1990 byl zvolen do české části Sněmovny národů Federálního shromáždění (volební obvod Jihomoravský kraj) za Občanské fórum (OF). Po rozkladu OF v roce 1991 přešel do klubu Občanské demokratické strany (ODS). Mandát obhájil ve volbách roku 1992. Ve Federálním shromáždění setrval do zániku Československa v prosinci 1992.
Ostře vystupoval proti bývalým komunistům v OF. Byl zvolen do Komise 17. listopadu, kde veřejně proslul v aféře Kavan (Jan Kavan byl označen za spolupracovníka Státní bezpečnosti). Podobně vystoupil také v říjnu 1990, kdy označil za spolupracovníka StB Boleslava Bártu, předáka moravistického hnutí HSD-SMS. Usiloval o brzké zveřejnění seznamů spolupracovníků StB. Ty nakonec zveřejnil Petr Cibulka. V roce 1992 byl jmenován náměstkem ředitele Federální bezpečnostní informační služby (FBIS). Po volbách v roce 1992 ale Vladimír Mečiar a jeho vítězné hnutí HZDS odmítal jmenování Stanislava Devátého do čela FBIS a bezpodmínečné požadoval i odvolání dosavadního ředitele Štefana Bačinského. O této věci se výslovně zmiňoval v rozhovorech s Václavem Klausem.
Devátý se nakonec v prosinci 1992 stal prozatímním ředitelem nově vzniklé Bezpečnostní informační služby České republiky (BIS ČR) a od července 1994 prozatímním ředitelem Bezpečnostní informační služby (BIS). V polovině 90. let čelil kritice. V lednu 1995 obvinil tehdejší předseda Občanské demokratické aliance BIS, že nad rámec zákona shromažďuje materiály o politických stranách. Vyšetřování ale nic takového nezjistilo. O rok později s tvrzením o sledování politiků bezpečnostní službou přišel i předseda lidovců Josef Lux. BIS to odmítla, ale Stanislav Devátý několik dní po vypuknutí aféry v listopadu 1996 z funkce jejího prozatímního ředitele odstoupil.
Teprve během svého působení v BIS vystudoval dálkově Právnickou fakultu Univerzity Karlovy, a v roce 1996 se stal koncipientem advokátní kanceláře, později samostatným advokátem (advokátní kancelář Toman, Devátý & partneři). Mnohými publicisty je stále považován za vlivnou osobu a významného experta v záležitostech bezpečnostních služeb.
Ve volbách do Poslanecké sněmovny PČR v roce 2013 kandidoval jako nestraník za ODS ve Zlínském kraji. Na kandidátce původně figuroval na posledním 22. místě, nakonec ale obdržel nejvyšší počet preferenčních hlasů. Mandát však nezískal, protože ODS na žádný poslanecký mandát v kraji nedosáhla. V krajských volbách v roce 2016 byl zvolen jako nestraník za ODS zastupitelem Zlínského kraje. Ve volbách v roce 2020 již nekandidoval.
Ve volbách do Poslanecké sněmovny PČR v roce 2017 kandidoval jako nestraník za ODS ve Zlínském kraji.

## Ocenění
Dne 22. listopadu 2016 dostal pamětní dekret ministra a odznak účastníka odboje a odporu proti komunismu „za soustavnou a dlouhodobou protikomunistickou činnost vykonávanou v rámci nezávislých politických iniciativ, za autorství a rozšiřování petic, prohlášení a otevřených dopisů požadujících dodržování základních lidských práv a svobod, za udržování kontaktů se zahraničím za účelem vzájemné spolupráce, podpory a výměny informací o politickém dění v Polsku a Československu“.
V roce 2023 mu byla udělena medaile Karla Kramáře.